# Contribució a la gramàtica de la llengua catalana

Contribució a la gramàtica de la llengua catalana (en français : « Contribution à la grammaire de la langue catalane ») est la deuxième grammaire écrite par Pompeu Fabra. Elle est écrite en catalan et est éditée en 1898. Pompeu Fabra l'écrit entre 1892 et 1895 qui sont des années importantes pour Fabra, car il se forme à la linguistique et commence à être reconnu comme grammairien innovateur par la campagne La Reforma Lingüística de L'Avenç. La grande différence entre cette grammaire et l'Ensayo de gramática del catalán moderno [« Essai de grammaire du catalan moderne »] édité en 1891 est l'application scientifique de la linguistique comparée, discipline de la linguistique dominante en Europe à cette époque.

## Rééditions de l'ouvrage
En 1993, les éditions Alta Fulla publient l'Ensayo de gramática del catalán moderno et la Contribució a la gramàtica de la llengua catalana dans une édition en fac-similé, avec une étude détaillée des deux œuvres par Sebastià Bonet (ca), également responsable de l'édition.
L'ouvrage est également reproduit en 2005 dans le volume 1 des Œuvres complètes de Pompeu Fabra sous la direction de Jordi Mir (ca) et Joan Solà.